# Octávio Machado
Pour les articles homonymes, voir Machado.
Octávio Machado, de son nom complet Octávio Joaquim Coelho Machado, est un footballeur portugais né le 6 mai 1949 à Palmela. Il évoluait au poste de milieu.

## Biographie

### En tant que joueur
Il joue dans deux clubs le Vitória Setúbal et le FC Porto.
International, il possède 20 sélections en équipe du Portugal de 1971 à 1977.

## Carrière

### En tant que joueur
- 1968-1975 :  Vitória Setúbal
- 1975-1980 :  FC Porto
- 1980-1983 :  Vitória Setúbal

### En tant qu'entraîneur
- 1983-1984 :  SC Salgueiros
- 1984-1992 :  FC Porto (adjoint)
- 1995-1997 :  Sporting Portugal
- 2001-2002 :  FC Porto

## Palmarès

### En tant que joueur
Avec le FC Porto :
- Champion du Portugal en 1978
- Vainqueur de la Coupe du Portugal en 1977

### En tant qu'entraîneur
Avec le Sporting Portugal :
- Vainqueur de la Supercoupe du Portugal en 1995 et 2001